# Mipham Čhödub Gjamccho
Mipham Čhödub Gjamccho (1742–1792) byl tibetský buddhistický meditační mistr a učenec linie Kagjüpy – jedné ze čtyř hlavních škol tibetského buddhismu. Byl desátým Šamarem rinpočhem.

## Život
Desátý šamarpa Mipham Čhödub Gjamccho byl bratr Pančhenlamy školy Gelugpa. Dětství strávil v provincii Cang v centrálním Tibetu. K velkému úžasu svých rodičů vyprávěl mladý rinpočhe mnoho příběhů ze svých minulých životů a události, o kterých bylo známo, že se přihodily v klášteře Tsurphu. Desátého šamarpu uznal a intronizoval třináctý karmapa Düdul Dordže. Šamarpa přijal od karmapy a od osmého Tai Situ rinpočheho veškerá učení linie Kagjüpy. Na jeho výchovu mělo vliv mnoho velkých lamů i učenců jiných buddhistických škol. Hodně cestoval po Khamu, Derge a Nangšenu, kde předával učení Dharmy a zmocnění lamům, tulkuům i laické buddhistické veřejnosti. Navštívil mnoho svatých míst v centrálním Tibetu, kde meditoval. Když skončil s cestováním, vrátil se do Tsurphu ke karmapovi.
O několik let později došlo k rozporům v politické a duchovní hierarchii Tibetu, což znamenalo pro šamarpu dobu temna. Jedenáctý Dalajlama zemřel a správce ponechaný v úřadě nedohlédl ani za úzké hranice svých vlastních klášterů. To vedlo k perzekuci šamarpy a k zabavení jeho červené koruny. Správce si spolu se svými stoupenci na základě tajné dohody s armádou přivlastnil všechny šamarpovy kláštery a přinutil je k přičlenění ke škole Gelugpa. Šamarpova inkarnace neměla žádnou budoucnost, což bylo potvrzeno zákonným výnosem, který zakazoval jeho intronizaci. Desátý šamarpa odešel do exilu bez nároku na návrat do svého rodného Tibetu. Nicméně, šlechetnost a trpělivost tohoto bódhisattvy zářila i navzdory tak obrovským překážkám. Šamarpa strávil zbytek života v Nepálu, kde se věnoval duchovním potřebám tamních lidí.